# 中央高地區政府

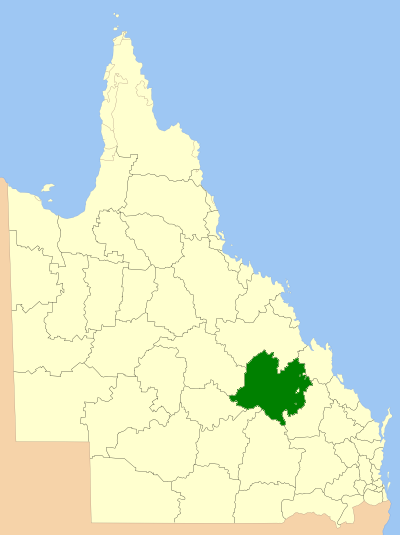
中央高地區於昆士蘭州轄境圖

中央高地區（英語：Central Highlands Region）是澳大利亞昆士蘭州的地方政府；2008年，由4個地方政府合併而成，轄境有53,677平方公里，所統籌的政府預算有澳幣6600萬；2006年，人口有26,824人。

## 區議會
區議會有議席8座，未劃分選區；區長為直選。

## 外部連結
- 中央高地區政府官方網站 （页面存档备份，存于）
- 中央高地區政府－行政改革委員會